# Hapalomus minutus
Hapalomus minutus är en rundmaskart som först beskrevs av Steiner 1916.  Hapalomus minutus ingår i släktet Hapalomus och familjen Desmoscolecidae. Inga underarter finns listade i Catalogue of Life.